# Рустем Шагитов
Рустем Шагитов е руски китарист от татарски произход. През 2004 година е един от основателите на татарската фолк рок/фолк метъл група Барадж. Използва псевдонима Жора. Още с основаването на групата, заедно с китариста Айдар Закиров (Djonathan) наблягат над прабългарската култура, и я отразяват в рок и метъл стила.
От март 2016 г. до 2021 г. свири в славянската фолк метъл група Alkonost.